# Rózsás kanalasgém
A rózsás kanalasgém (Platalea ajaja) a madarak (Aves) osztályának a gödényalakúak (Pelecaniformes) rendjébe, ezen belül az íbiszfélék (Threskiornithidae) családjába és a kanalasgémformák (Plataleinae) alcsaládjába tartozó faj.
Egyes rendszerbesorolások az Ajaia nemhez sorolják Ajaia ajaja néven.

## Elterjedése
A rózsás kanalasgém az Amerikai Egyesült Államokhoz tartozó Floridától, délen Közép-Amerikán, Karib-térségen és Dél-Amerikán át egészen Argentínáig fordul elő.
Általában mocsaras területeken találhatjuk meg, különösen a mangroveerdőkben és sársíkságokon. Nagy, mély, jól felépített fészkeket hoz létre faágakból, hasonlóan a gémek fészkeihez a mangrove fákon.

## Megjelenése
A rózsás kanalasgém nyakának felső része és háta fehér. A szárnyak és a testének alsóbb részei világos rózsaszín árnyalatúak. A szárnyak és a farokfedők mély kárminszínűek. A karibi flamingóhoz hasonlóan rózsaszínes tollazata is az étrendjéből ered, mely a kantaxantin karotinoid pigmentből áll. Egy másik karotinoid, az asztaxantin szintén megtalálható a szárny-és testtollakban. A lábak és az írisz vörös színűek. A fejének egyes részei egyértelműen sárgás zöldek.
Legfőbb jellemzője maga a kanálszerű csőr. A születéstől fogva kanálszerű formájú csőr a végén kilapul, hogy segítse a táplákozásban. Testhossza 80 centiméter.

## Életmódja
Amikor csoportosan repül, akkor a madarak hosszú, átlós vonalakban repülnek. Nyakuk és lábuk ilyenkor teljesen ki van nyújtva. A kanálformájú csőr legkülönlegesebb tulajdonsága, hogy amikor táplálkozik, a csőrét előre-hátra mozgatja, hogy felkapja a táplálékot, ami apró rákokból, növényi darabokból, rovarokból, puhatestűekből, kétéltűekből és kisebb halakból áll. Táplálkozás közben halk, ereszkedő hangot hallat. Viselkedése rendkívül hasonlít az összes többi sekély, mocsaras élőhelyen élő gázlómadáréhoz.

## Szaporodása
Telepesen fákra rakja gallyakból és levelekből álló fészkét. Fészekalja 3-5 tojásból áll, melyen 21 napig kotlik, fiókái fészeklakók.
A fiókák áldozatul eshetnek a pulykakeselyűnek, a fehérfejű rétisasnak, a mosómedvének és az amerikai tűzhangyának.
Mindkét nem 3 évesen válik ivaréretté. A vadonban átlag 15 évig él.

## A rózsás kanalasgém és az ember
A faj legnagyobb egyedszáma Floridában található. Sok lelkes madárbarát érkezik Floridába, hogy megnézze ezt a gyönyörű madarat. Ez a turisztikai vonzerő tehát segíti a gazdaságot. Ragyogó, jellegzetes rózsaszínes tollazata a 20. század közepén nagyon keresett volt, de ez a gyakorlat elavult, mivel az emiatti túlvadászat miatt volt idő, amikor már majdnem kipusztult.
Az elmúlt évtizedekben azonban az állománya bizonyos elszigetelt területeken ismét emelkedett. Fennmaradását nézve napjainkban a főveszélyforrás jelenleg a természetes élőhelyek csökkenése. Napról napra egyre több sekély vizű élőhely tűnik el. A rózsás kanalasgém jövője az élőhelyének fennmaradásától függ.
A Természetvédelmi Világszövetség (IUCN) vörös listján a nem fenyegetett fajok között szerepel.
Magyarországon a Fővárosi Állatkertben, a Veszprémi Állatkertben és a Szegedi Vadasparkban tartanak rózsás kanalasgémeket.

## Képek
|  |  |  |  |  |  |

## Fordítás
- Ez a szócikk részben vagy egészben  a   Roseate spoonbill című angol Wikipédia-szócikk fordításán alapul.  Az eredeti cikk szerkesztőit annak laptörténete sorolja fel. Ez a jelzés csupán a megfogalmazás eredetét és a szerzői jogokat jelzi, nem szolgál a cikkben szereplő információk forrásmegjelöléseként.